# Emilio Hassan Viades
Emilio Hassam Viades Slim (México, 10 de enero de 1978) es un exjugador de fútbol profesional mexicano. Se desempeñaba en las posiciones de defensa central y lateral derecho y su primer equipo fue el Deportivo Toluca. Terminó su carrera por malos manejos en su último club Cruz Azul y promotores que lo relegaron del fútbol mexicano, caso que le ha pasado a infinidad de jugadores en sus carreras.

## Trayectoria
Su primer equipo en México fue el Deportivo Toluca con el que debutó en primera el 4 de septiembre de 1999 bajo la dirección técnica de Enrique Meza, en un partido contra los Pumas de la UNAM, que acabó con victoria para Toluca por 4:2.
Ante la salida del "Flaco" Macías, cubrió el cuadro bajo del Toluca junto a Omar Blanco y Adrián García Arias
A través del tiempo se consolidó, logrando cierta regularidad en el equipo, siendo titular indiscutible y formando parte de los campeonatos del Verano 2000, Apertura 2002 y Apertura 2005.
Para el torneo Apertura 2007 se incorpora al Club Necaxa de Hans Westerhof teniendo una gran actuación durante su estancia con el equipo de Aguascalientes, logrando una buena dupla con Pablo Quatrocchi en la defensa. 
En el verano de 2008 se anuncia su llegada a Cruz Azul de cara al torneo Apertura 2008. Este torneo sería difícil para él pues solo disputó 5 juegos aun cuando el cuadro cementero llegaría hasta la final de ese certamen, desempeñándose como lateral por izquierda y formando línea de 4 con Joaquín Beltrán, Julio César Domínguez y Carlos Bonet.
Al finalizar el Clausura 2009, tras finalizar su relación contractual y debido a otros factores como los promotores decide finalizar su carrera profesional,

### Clubes
| Club                  | País                | Año         | Partidos | Goles | Media |
| --------------------- | ------------------- | ----------- | -------- | ----- | ----- |
| Deportivo Toluca      | México              | 1999 - 2007 | 166      | 4     | 0.02  |
| Club Necaxa           | México              | 2007        | 17       | 0     | 0     |
| Cruz Azul Fútbol Club | México              | 2008 - 2009 | 13       | 0     | 0     |
| Total en su carrera   | Total en su carrera | 1999 - 2009 | 196      | 4     | 0.02  |

- Datos: Q5371882